# Vittoria Crispo
Vittoria Crispo (* 1. Mai 1905 in Neapel; † 24. Dezember 1973 ebenda) war eine italienische Schauspielerin.

## Leben
Crispo war als sympathische, ausdrucksstarke, herzhafte, schwungvolle Neapolitanerin auf der Bühne und später beim Film als schwatzhafte und ungeduldige Bürgerin, zänkische Ehefrau, sich sorgende Mutter oder dienstbarer Geist gefragt. Gleich nach dem Zweiten Weltkrieg war sie im neapolitanischen Dialekttheater von Eduardo De Filippo als Darstellerin solch saftiger Rollen in Stücken wie Napoli milionaria, Questi fantasmi, Filumena Marturano, Le bugie con le gambe, Le voci di dentro oder La paura numero uno bis 1950 aufgetreten, ab 1947 verfolgte sie auch eine Kinokarriere mit vergleichbaren Auftritten. Mitte der 1950er Jahre hatte sie mit ihrer geschäftigen Mutter in zwei der Pane, amore-Filmen und mit der aufdringlichen Schwester der beiden Hauptdarsteller in Totò, Peppino e la… malafemmina ihre bekanntesten Auftritte. In den 1960er Jahren schloss sich eine kurze Fernsehkarriere an.

## Filmografie (Auswahl)
- 1947: Malaspina
- 1952: Das Lied von Verrat (Processo alla città)
- 1952: Sturm im Mädchenpensionat (Cento piccole mamme)
- 1953: Brot, Liebe und Fantasie (Pane, amore e fantasia)
- 1953: Römischer Reigen (Villa Borghese)
- 1954: Liebe, Brot und Eifersucht (Pane, amore e gelosia)
- 1956: Totò, Peppino und das leichte Mädchen (Totò, Peppino e la… malafemmina)
- 1958: Freundinnen (Mogli pericolose)
- 1966: Unser Boß ist eine Dame Operazione San Gennaro